# Tifoseria del Cesena Football Club

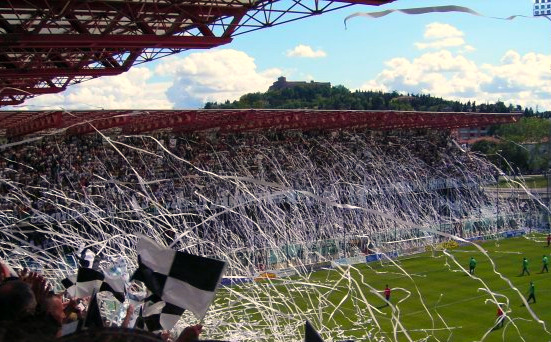
Tifosi del Cesena in Curva Mare

In questa voce sono riportate informazioni relative alla storia ed evoluzione della tifoseria del Cesena Football Club, società calcistica italiana con sede a Cesena.

## Contesto
Per le partite casalinghe la tifoseria organizzata si riunisce nella curva sud, detta Curva Mare dell'Orogel Stadium-Dino Manuzzi.

## Orientamento politico
Perlopiù apolitici, con in passato correnti sia di destra sia di sinistra.

## Fan club
- Fulvio Valzania (1972-1981)
- Giuseppe Righetti (1981-1991)
- Giulio Benedetti (1991-2010)
- Roberto Checchia (2010-2016)
- Gabriele Evangelisti (2016-2019)
- Omar Galassi (2019-2023)
- Monia Gasperoni (2023 - 2025)
- Checchia Alessio(2025- in carica)

Il tifo organizzato bianconero nasce nel 1972, in seguito alla promozione in Serie A del club, con Forza Cesena; nel 1973 nascono altri club che dal 1974 vengono coordinati dal Centro Coordinamento Clubs Cesena. La tifoseria risulta essere compatta fino al 1992, quando per scissione dal Centro Coordinamento vengono fondati nuovi club, i quali creano l'organizzazione Cuore Bianconero all'interno della quale confluiscono pure gli ultras.

## Tifoseria organizzata
I gruppi ultras nascono in seguito alla qualificazione del Cesena in Coppa UEFA nel 1973-74 con gli Ultras Cesena.
Nel 1975 si ha la nascita delle Brigate Bianconere, le quali occupano inizialmente la parte superiore della curva Sud, tuttavia la abbandonano per divergenze con altri gruppi per poi tornarvi nel 1981 e cambiando nome in WeisSchwarz Brigaden abbreviato in "WSB" ("Brigate Bianconere" in tedesco in onore dell'austriaco Walter Schachner, primo giocatore straniero del Cesena). Le WSB vengono affiancate nel corso degli anni dagli Sconvolts (del 1986), dai Mad Men (nati nel 1988) e dai Viking (del 1986).
All'inizio degli anni 1990 si ha l'arresto di alcuni esponenti delle WSB in seguito a scontri con i tifosi del Rimini, e nei primi anni 2000 in seguito alla contestazione contro la dirigenza del Cesena per la retrocessione in Serie C1. Nel 2005 si registra una spaccatura della Curva Mare fra gruppi ultras e tifosi del Coordinamento a causa dello spostamento delle partite della Serie B al sabato. I tifosi accettano la decisione della Lega, mentre gli ultras la contrastano. Per protesta, gli ultras abbandonano il loro settore tradizionale e scendono al piano inferiore della curva. Cinque anni dopo, nel 2010, si ripete una protesta analoga, questa volta a causa dell'introduzione della «Tessera del tifoso».
Diversi sono i gruppi che sono attivi ancora oggi. I gruppi principali sono: WeisSchwarz Brigaden 1981, Sconvolts, Gioventù Bellariese (ex Mad Men), Menti Perdute; più altri gruppi (ultras e non) minori fra cui si possono citare ad esempio: Santarcangelo, Gattolino, Pinarella, Gambettola, Nammeles,Fulminati Bianconeri,Chimic group, Ska, 051 Cesena, Ponte Abbadesse.
A questi si gruppi si aggiungono i club che compongono l'associazione del Coordinamento Clubs Cesena (Mareabianconera,Kick Off, Sant'Egidio). In passato ci sono stati altri gruppi ora non più presenti tra cui: Viking, F.Z.L. (Faenza Zone Limitrofe), Tipi Tosti, Cervia, Ragazze Ultras, UdsG, Skins, Nucleo Estremo, Cesena Off Limits, Disperato Amore Ultras Cesena, Mad Men Bellaria 1988, Boys Esso, Hell's Angels.
Nel 2007 a causa di una scissione all'interno delle Weisschwarz Brigaden si ha la nascita dei Casual Cesena, che si posizionano nel settore distinti per restare separati dai vari gruppi della Curva Mare.

### Cronologia
1975 - Nascita delle WeisSchwarz Brigaden
1986 - Nascita degli Sconvolts
1986 - Nascita dei Viking
1988 - Nascita dei Mad Men
1991 - Nascita delle Menti Perdute
2007 - Nascita dei Casual
2024 - Scioglimento dei Viking

## Gemellaggi e rivalità

### Gemellaggi
| - Brescia - Mantova - Saint-Étienne - Osasuna - Stoccarda - Palermo - Juve Stabia |

La tifoseria vanta in Italia gemellaggi storici con Brescia (Curva Nord) e Mantova, oltre ad amicizie con Palermo (Ultras Curva Sud 1999), e Peterborough United, mentre all'estero sono instaurati gemellaggi con le tifoserie di Saint-Étienne, Osasuna e Stoccarda. In passato ci sono stati gemellaggi con i Boys del Parma, il Bologna ed il Milan.

### Rivalità

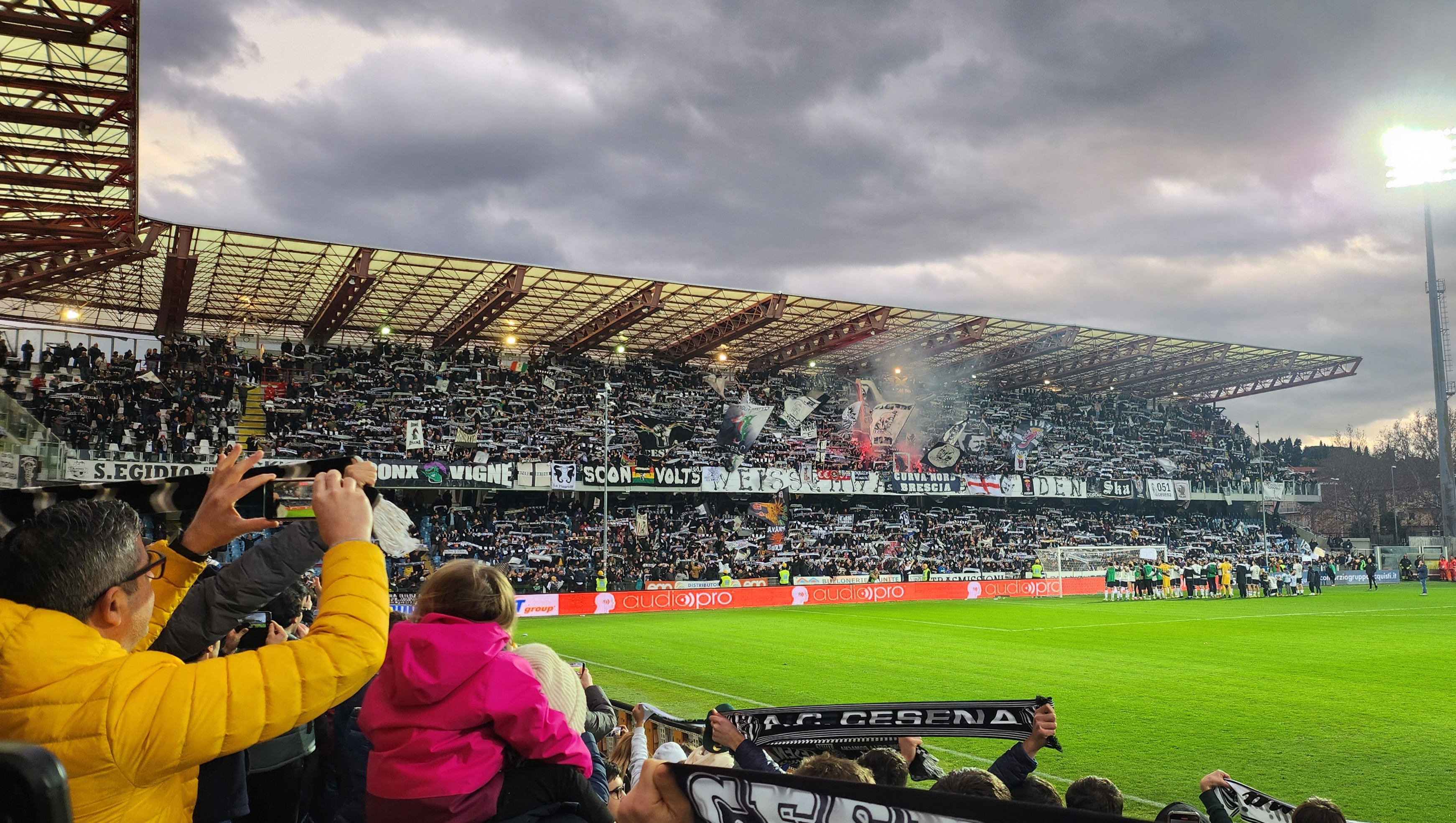
Sciarpata della curva mare al termine di Cesena-Rimini

Il tifo cesenate, particolarmente caldo e attivo, si accende specialmente nei derby con la principale squadra rivale, il Bologna: questa rivalità, molto sentita da entrambe le parti, deriva da quella culturale esistente tra le regioni storiche di Romagna ed Emilia. Le due squadre hanno avuto modo di affrontarsi in più occasioni tra Serie A e Serie B (nella massima serie le due squadre hanno 9 partecipazioni in comune). Forti rivalità di carattere geografico sono quelle con le due squadre di calcio romagnole professioniste, Rimini e Ravenna, riguardanti perlopiù le partecipazioni ai campionati di Serie B e Serie C. Il match con il Rimini è soprannominato «Derby della Romagna» e richiama sempre un ampio pubblico da entrambe le parti.
Da notare i rapporti con il Padova, protagonista nel 2008-09 e 2009-10 di episodi che hanno portato alla doppia promozione dell'era Bisoli. Ulteriori rivalità di discreta importanza oppongono Cesena soprattutto con Hellas Verona, Pescara, Sambenedettese, Atalanta (favorita dal gemellaggio tra bianconeri e rondinelle), Vicenza, Pisa, Genoa, Fiorentina, Salernitana, Milan (con cui ci fu un gemellaggio negli anni 1980), Pistoiese, Padova, Ancona, Livorno, Monza, Carrarese, Empoli, Arezzo e Novara, oltre a quelle con le emiliane SPAL, Modena, Reggiana, Carpi, Juventus, Inter, Spezia, Lazio, Roma, Torino, Cagliari, Lecce, Venezia, Cremonese, Bari, Cosenza, Cittadella, Sampdoria, Alessandria, Lecco, Ternana, Perugia, Gubbio, Campobasso, Avezzano, Ascoli, Lucchese, Grosseto, Avellino, Catania, Messina, Varese, Reggina, Siena, Fano e Sassuolo.